# Горн (печь)

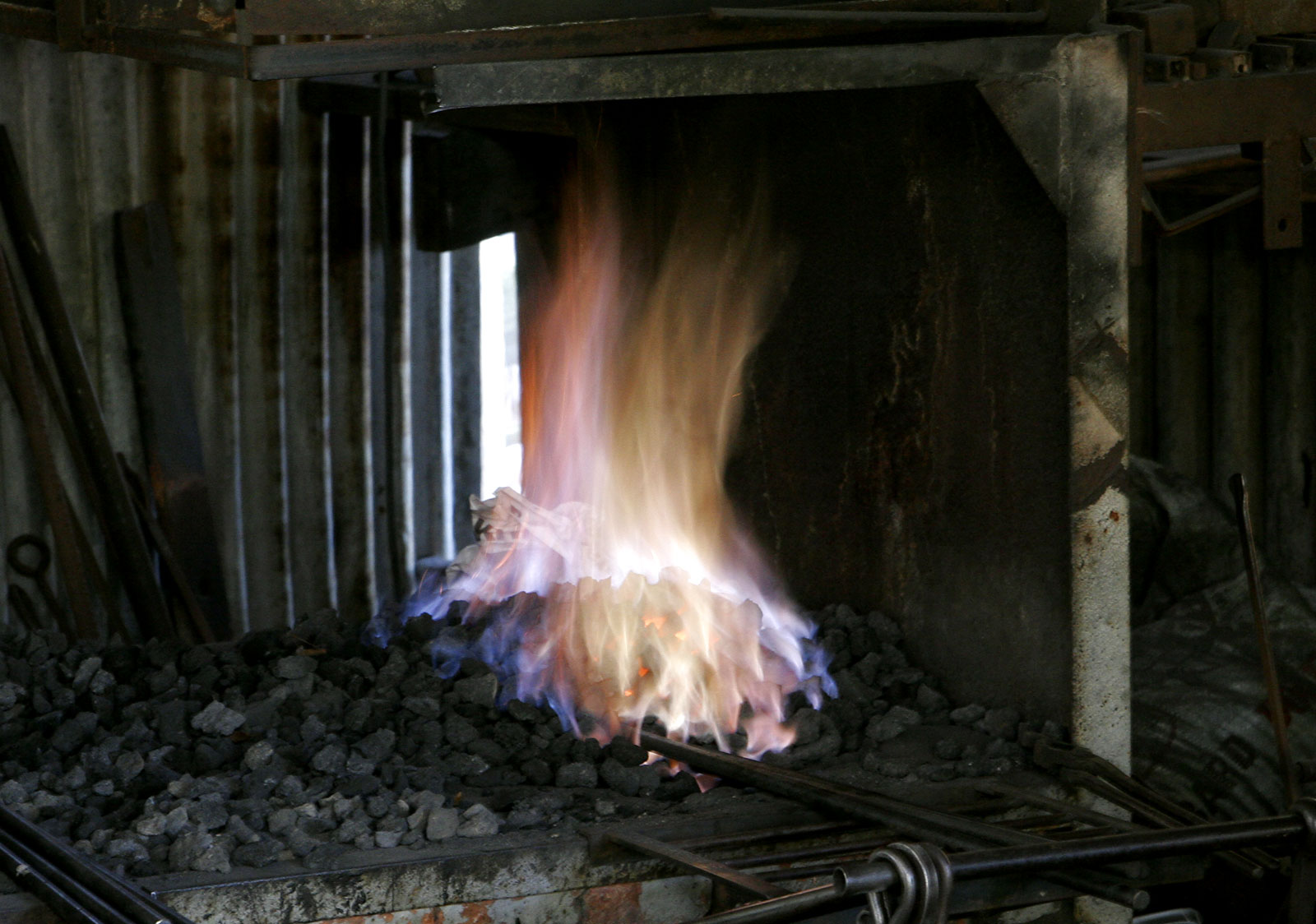
Горн

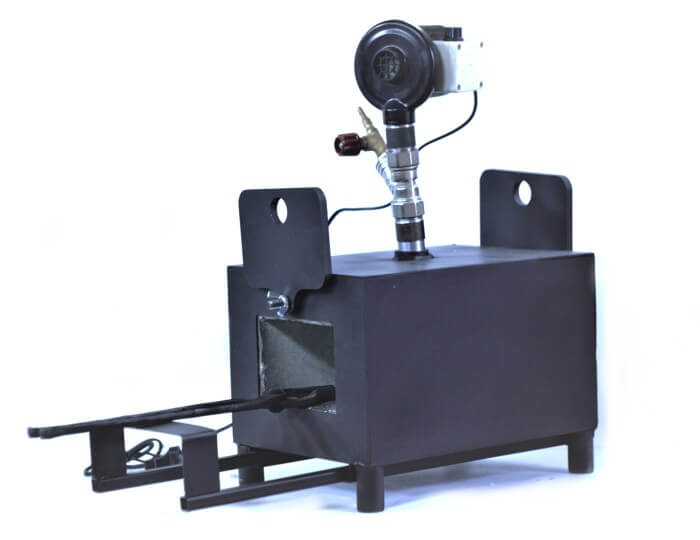
Высокотехнологичный переносной газовый кузнечный горн от Мосгриндер

Горн (устар., поэтич. горнило) — металлургическая печь с отношением высоты к ширине меньше единицы.

## Этимология
Слово горн происходит от славянского слова гърнъ, гърн. Среди архаичных форм встречается и как слово среднего рода — горно.

## История
Древнейшие горны для выплавки меди обнаружены на юге современного Израиля, в районе Тимна (конец IV-го тысячелетия до нашей эры).

## Конструкция горна
Промышленный горн представляет собой металлический кожух, выложенный изнутри огнеупорным кирпичом. В боковых стенках имеются фурмы (для кузнечных мехов, а позднее, для вентилятора) для подачи воздуха в зону горения. Необходимыми инструментами кузнеца при работе с горном были щипцы и молот.
По конструкции горны бывают:
- открытого типа — верхняя часть горна полностью открыта
- закрытого типа — верх горна закрыт

По месту установки:
- стационарный горн
- переносной кузнечный горн

Газообразные продукты сгорания топлива удаляются через открытый верх или через вытяжную трубу.

## Использование горна

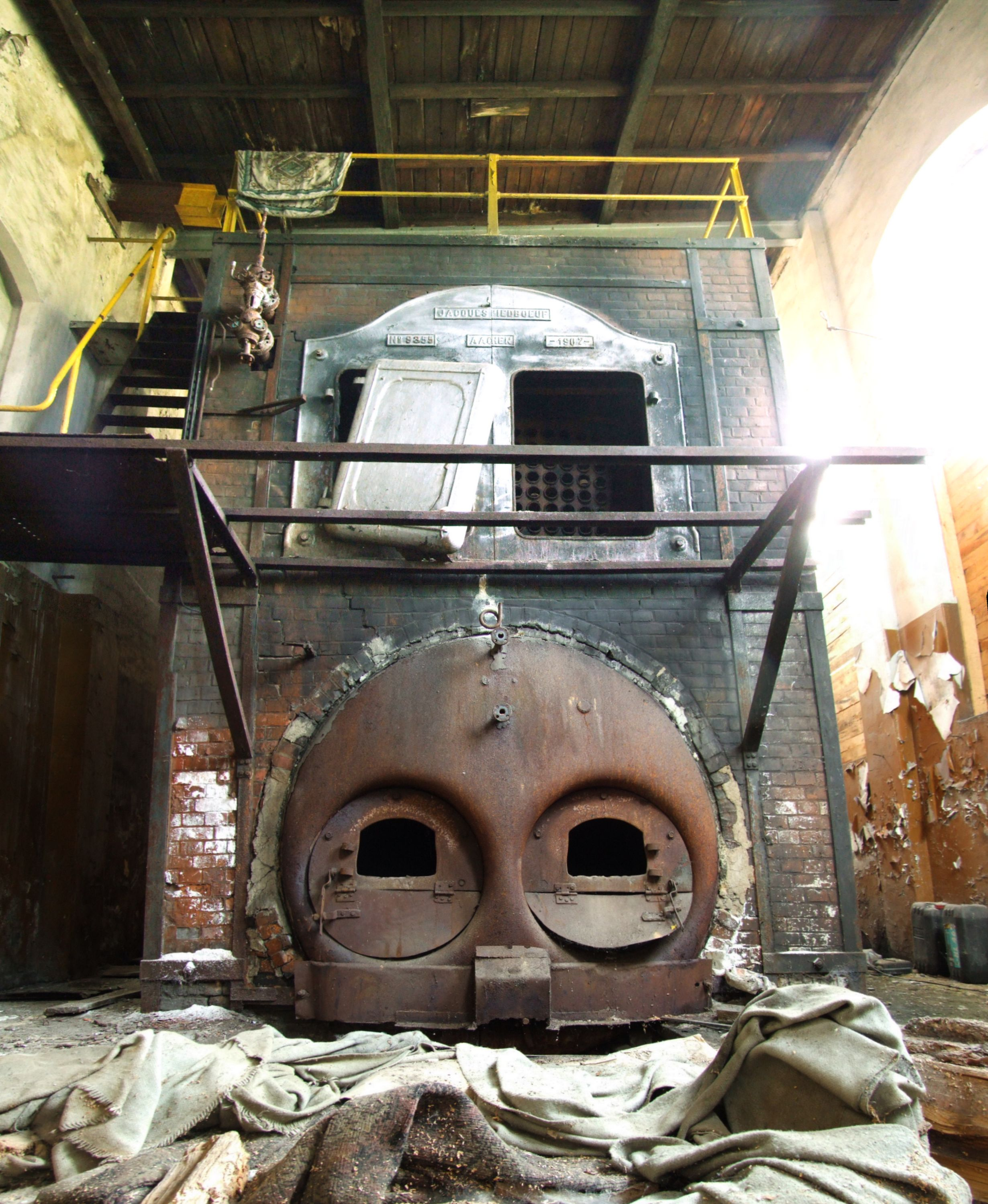
Промышленный горн 1907 года с бумажной фабрики, Польша

Основная сфера использования — кузнечное дело. В промышленности горн не нашел широкого использования из-за низкого КПД.

## Горн в искусстве
Описание кузнечного горна содержится в русской версии пролетарского гимна Интернационал:

Вздувайте горн и куйте смело,
Пока железо горячо!